# Cardiocondyla undet
Cardiocondyla undet é uma espécie de formiga do gênero Cardiocondyla, pertencente à subfamília Myrmicinae.